# Ceanothus impressus
Ceanothus és un gènere de plantes amb flors amb 50–60 espècies d'arbusts o petits arbres dins la família Rhamnaceae. Aquest gènere només es troba a Amèrica del Nord, el centre de la seva distribució és a Califòrnia, però alguna espècie a Guatemala. Ceanothus impressus és nativa de Califòrnia i hi és endèmica, està limitada a Califòrnia. Té el nom comú americà de "Yankee Point". És una de les plantes del gènere Ceanothus més conreades a Califòrnia, probablement per la seva capacitat d'adaptació a moltes condicions de jardí en ambdues situacions: tant costaneres com interiors. Creix en sòls sedimentaris com la sorra i la marga, normalment ben drenats i amb pH àcid, alcalí o neutral.

## Descripció
És un arbust o subarbust d'hàbit rastrer que pot arribar a una alçada màxima d'uns 0,5 a 1 metres i d'amplada pot fer fins a 4 metres. Les branques es presenten arquejades i denses. És de fulla perenne vigorosa de mida petita, de color verd brillant fosc i abundants flors d'un blau intens a finals de primavera i principis de l'estiu. Les flors són de color blau clar a la primavera.
El 1954 Maunsell Van Rensselaer, director de la Fundació Saratoga Hortícola, va seleccionar quatre exemplars de Ceanothus a Yankee Point, a les Highlands Carmel, al Comtat de Monterey. La millor varietat va ser seleccionada per la seva baixa alçada i les flors blaves clares i va ser anomenat 'Yankee Point'. La Fundació Saratoga Hortícola va introduir Ceanothus 'Yankee Point' per al comerç de vivers en 1956. Al sud de Califòrnia, aquesta planta prefereix ser plantada a ple sol al llarg de la costa i amb un règim d'ombra parcial però també tolerarà el reg regular.

## Usos
Moltes espècies es fan servir en jardineria hi hi ha molts híbrids i cultivars.